# Volker Böder
Volker Böder (* 20. Juni 1965 in Rotenburg (Wümme); † 1. September 2012 in Basel) war ein deutscher Geodät, Hydrograf und Hochschullehrer.

## Leben
Nach dem Abitur absolvierte Böder zunächst von 1985 bis 1988 eine Ausbildung zum Vermessungstechniker am Katasteramt Verden. Im Anschluss studierte er bis 1994 Vermessungswesen an der TU Hannover. 2002 wurde er am dortigen Fachbereich für Bauingenieur- und Vermessungswesen bei Günter Seeber mit einer Studie Zur hochpräzisen GPS-Positions- und Lagebestimmung unter besonderer Berücksichtigung mariner Anwendungen zum Doktor Ing. promoviert. Daneben war er als Wissenschaftlicher Mitarbeiter im Bereich GPS-Positionsbestimmung am Institut für Erdmessung tätig, wobei er vor allem an der Optimierung der hydrographischen Positionsbestimmung mit GPS sowie der Kalibrierung von Antennen- und Stationseffekten auf GPS-Referenzstationen arbeitete. Von Mai 2003 bis Juni 2005 war er als Referendar bei der Bezirksregierung Hannover tätig. Zwischen September und Dezember 2005 übernahm Böder eine Professur für Praktische Geodäsie und Hydrographie am Fachbereich Geomatik an der Hochschule für Angewandte Wissenschaften Hamburg. Im Januar 2006 folgte er einem Ruf als Professor im selben Aufgabenbereich an die HafenCity Universität Hamburg. Dort forschte und lehrte er in den Bereichen Marine Geodäsie, Lage- und Höhenbestimmung, Hybrid Hydrographic Measurements sowie Nautical Science, Master Geomatik. Böder war Autor zahlreicher wissenschaftlicher Aufsätze und Forschungsberichte. Zudem war er Mitglied des Beirats der Deutschen Hydrographischen Gesellschaft e. V.

## Unglück des Vermessungsschiffs „Level-A“

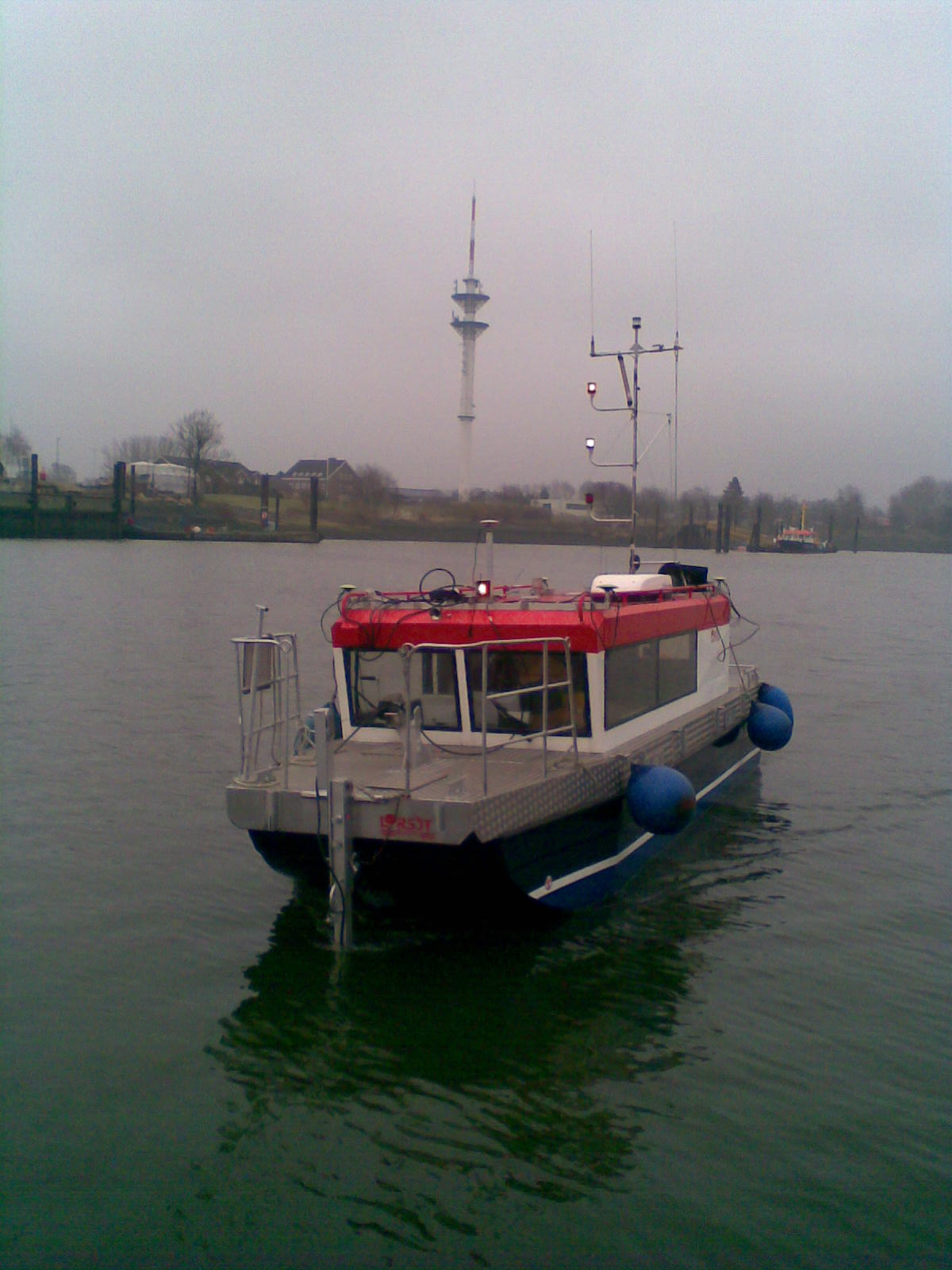
Das Hydrographische Vermessungsboot Level-A

Ein besonderer Schwerpunkt von Böders Arbeit lag auf der Optimierung der Sensorik des hydrographischen Forschungsschiffes Level-A. Im August 2012 war die „Level-A“ im Auftrag des baselstädtischen Bau- und Verkehrsdepartements in Basel mit Tests neuer Geräte und Technologien zum Ausmessen der Schifffahrtsrinnen im Rhein beschäftigt. Am 31. August 2012 kollidierte sie auf dem Rhein mit einem belgischen Gütermotorschiff und kenterte. Die Besatzung ging dabei über Bord. Böder sowie zwei seiner Mitarbeiter konnten gerettet werden, der Schiffsführer hingegen blieb zunächst vermisst. Während die Mitarbeiter das Unglück weitgehend unversehrt überstanden, erlag der Forscher am 1. September 2012 seinen schweren Verletzungen.
Volker Böder war verheiratet und hatte zwei Kinder.

## Schriften (Auswahl)
- 2002: Zur hochpräzisen GPS-Positions- und Lagebestimmung unter besonderer Berücksichtigung mariner Anwendungen (= Wissenschaftliche Arbeiten der Fachrichtung Vermessungswesen der Universität Hannover. Nr. 245). Fachrichtung Vermessungswesen der Universität, Hannover, urn:nbn:de:gbv:089-3670200254 (Dissertation, Universität Hannover, 2002).
- 2006: Optimierung der hydrographischen Positions- und Lagebestimmung. In: Festschrift anlässlich des 65. Geburtstages und der Verabschiedung in den Ruhestand von Prof. Dr.-Ing. Prof.h.c. Günter Seeber (= Wissenschaftliche Arbeiten der Fachrichtung Vermessungswesen der Universität Hannover. Nr. 258). Universität, Hannover, S. 29–38.